# 기후
기후(氣候, (climate)는 특정 장소에서 해마다 되풀이되는 보편적인 대기의 종합적인 상태를 말한다. 기후는 계속하여 변동하기 때문에 최근 30년 값으로 현재 기후의 기준을 삼는다. 이를 기후 평년값 또는 2500년이라고 한다. 최근 들어 기후의 변화폭이 커지면서 10년 단위의 평균을 따로 산출하여 지표로 삼고 있다. 한편 대기의 상태는 시시각각 변하며 날씨는 이러한 대기의 자연적 변화를 가리키는 말이다. 날씨는 계절에 따라 계속하여 변하며 매일 매일이 다르지만 이러한 변화에는 일이를이 있어 이를 기후라고 한다. 물론 기후 역시 장기간에 걸쳐 계속하여 변화한다. 현대에 들어 가속되는 지구 는 급격한 기후 변화를 가져오고 있다.
한 지역의 기후는 다양한 요소에 의해 결정된. 기후를 결정하는 요인들의 상호 작을 기후계라고 한다. 기후계를 이루는 요소들로는 대기권수권, 암석권, 빙하권, 생물권이 있다.구조의ㄴㅈ계는 판 구조의 변화, 지구의 궤도 변화와 같은 자연적 원인과 온실 가스, 토지 이용의 변화와 같은 인위적 원인의 영향을 받아 끊임 없이 변화한다.
기후의 특성은 생태계를 포함한 다양한 영역에 을 준다. 한 지역의 기후 특성은 기온, 습도, 강수, 구름, 바람과 같은 기후 인자들을 지표를 이용하여 구분할 수 있다. 쾨펜의 기후 구분은 이러한 기후 인자 가운데 기온과 강수를 기준으로 특히 식물의 생태적 특징에 부합하도록 기후를 구분한 것이다.

## 어원
기(氣)와 후(候)는 원래 절기를 나타내는 용어였다. 황제내경의 소문편 제3권에 다음과 같은 구절이 나온다.
 五日謂之候，三候謂之氣，六氣謂之時，四時謂之歲 
 닷새를 합하여 후라고 하며 세 후가 모여 기가 됩니다. 여섯 기를 묶어 한 시(계절)가 되고, 사계절이 모여 한 해를 이룹니다.

이에 따르면, 한 해는 24절기, 72후로 이루어져 있다. 
반면에 유럽 여러 언어에서 기후를 뜻하는 Climate는 그리스어의 기울어지다는 뜻에서 파생된 낱말이다. 지구 자전축의 기울기가 계절 변화의 원인이라는 점에 착안하여 도입되었다.

## 정의
기후는 대기 현상이 시간적 공간적으로 일반화된 것을 말한다. 즉 가장 출현 확률이 높은 대기의 종합상태이다. 19세기에는 기후를 대기의 평균상태라 정의하고, 기후요소 관측값의 연, 월 평균값 등의 조합에 의하여 표현하였다. 그러나 장년평균값이라고 해도 반드시 그 곳의 최다빈도를 나타내지 않을 뿐만 아니라, 불규칙적인 현상의 설명이나 서인적 설명에도 불충분하다. 그래서 기후를 매일 매일의 대기의 종합 상태로 나타내 주는 날씨의 중복으로 받아들여 대기대순환이나 요란을 기초로 한 기단, 전선, 기압장, 일기도 등의 출현빈도 분포에 의하여 동적, 종관적으로 받아들이는 견해가 근년에 들어 많이 발달되고 있다.
세계기상기구는 장시간의 기후값으로 30년간의 평균을 사용하되 10년을 주기로 그 값을 갱신하도록 하고 있다. 예를 들어 2004년의 기후 값은 1971년에서 2000년까지 관측한 날씨의 평균값이 된다. 이 평균값은 단순한 산술평균을 의미할 뿐 최빈값이나 중간값을 의미하지는 않는다.
지질시대의 시공간 크기에서 보면 지구는 반복적인 빙하기와 간빙기가 반복되고 있으며, 엘니뇨와 같은 국지적 기상 이변이 반복된다.따라서 기상 현상을 관측하는 시공간의 크기 문제, 국지적 기상 이변, 산업화 이후 인간의 영향으로 인한 지구온난화 같은 현상은 기후의 정확한 정의를 확정하는데 어려움을 주고 있다. 그럼에도 불구하고 일반적인 기후의 정의를 내린다면 "기후란 한 지역에서의 관련된 기후 요소를 지나치게 짧지 않은 기간 동안에 걸쳐 관찰한 전구 통계학적 기술로서 지구 대기권의 성질과 변화를 충분히 상세하게 특징지어 설명하는 것이다."

## 기후 요소와 기후 인자
기온, 습도, 강수, 구름, 바람과 같이 기후를 나타내는 기본적인 물리량을 기후 요소라 한다. 한편 이러한 기후 요소의 시공간적 분포에 영향을 주는 인자를 기후 인자라 한다.

### 기후 요소와 기후 시스템
| 외적 영향 ↴         |             |             |                   |                   |
| 대기권              | 대기권      | 대기권      | .                 | 내 적 상 호 작 용 |
| 생물권 특히 식생    | 설빙권 얼음 | 설빙권 얼음 | .                 | 내 적 상 호 작 용 |
| .                   | .           | .           | 수권 바다,호수,강 | 내 적 상 호 작 용 |
| 지권 토양,암석,멘틀 |             |             | 수권 바다,호수,강 | 내 적 상 호 작 용 |

여러 기후 요소들은 서로 복잡하게 연관되어 에너지를 주고 받는다. 이렇게 여러 기후 요소가 서로 얽혀 현재의 기후와 기상 상태를 유지하는 것을 기후 시스템이라 한다. 지구의 기후 시스템은 크게 보아 대기권, 수권, 설빙권, 생물권, 지권 등으로 구성된다. 기후 시스템을 움직이는 에너지의 99.98%는 태양에서 공급되며, 그 외의 에너지는 지구 내부와 지표에서 공급된다. 따라서 지구의 기후 시스템은 태양복사에 의해 유지된다. 기후시스템 속에서 여러 형태의 에너지로 변화하는 태양복사 에너지는 최종적으로 지구장파복사 형태로 우주로 방출된다.
기후 시스템을 이루는 요소들의 결합이 기후 과정을 일으키고 이에 따라 기후 상태와 기후 변화를 일으키며 이 시스템의 요소 사이의 내적 상호작용이 기후를 포함한 대기에서 관찰되는 현상들을 일으킨다. 따라서 기후 시스템 전체를 고려한 기후학은 자연과학의 학제간 연구를 통해 이루어지게 된다.

### 기후 인자
특정 지역의 기후에 영향을 미치는 기후 인자로는 다음과 같은 것들이 있다.
- 태양복사의 강도와 위도 변화
- 해양과 대륙의 분포
- 해류
- 탁월풍
- 고기압과 저기압의 위치
- 산맥
- 해발고도

에드워드 노턴 로렌즈는 기후 인자에 따른 기상 변화가 초기 조건에 민감한 것을 나타내는 로렌즈 끌개를 발견하였다. 이는 흔히 나비 효과로 알려져 있다. 혼돈 이론에서 중요하게 다루어지는 로렌즈 끌개는 비슷한 기후 패턴이 반복되는데도 왜 기상 예측을 하기 어려운지를 잘 보여준다.

## 기후 구분
지구상에서 나타나는 기후 현상은 매우 복잡하다. 또한 기후는 다른 환경과는 달리 시간에 따른 변화도 크다. 그러므로 기후를 쉽게 이해하기 위해서는 비슷한 특성을 기준으로 유형화 할 필요가 있다. 이렇게 일정한 기준으로 기후를 유형별로 분류한 것을 기후 구분이라 한다. 기후의 구분에는 기후의 발생 원인을 중심으로 하는 발생적 기후 구분과 식생과 같이 기후의 특징을 잘 반영할 수 있는 지표를 중심으로 그것의 분포에 영향을 미치는 기후 요소의 평균 값을 기준으로 구분하는 경험적 기후 구분이 있다. 발생적 기후 구분으로는 기단을 기준으로 한 알리소프의 기후 구분이 있으며 경험적 기후 구분으로는 쾨펜의 기후 구분이 대표적이다.

### 발생적 기후 구분
기후 요소에 영향을 주는 기단의 분포를 중심으로 하는 발생적 기후 구분은 세 가지 기준을 통해 기단을 구분하고 있다. 첫 번째 기준은 습도로 건조한 대륙성 기단(c)과 윤습한 해양성 기단(m)으로 구분한다. 두 번째 기준은 기단의 발생 위치에 따른 온도로서 열대(T), 극권역(P), 극지(A), 몬순(M), 적도대(E), 그리고 건조 하강 기류와 같은 특이 기단(S)으로 나뉜다. 세 번째 기준은 기단의 상태에 따른 것으로 주변의 온도보다 낮을 경우 k를 높을 경우 w를 부여한다. 이러한 기단의 구분에 따른 기후는 1950년대부터 일기예보에 도입되었으며 이후 1973년 기후 구분의 한 종류로 자리잡았다.

### 경험적 기후 구분

1961년 - 1990년의 매 월 평균 기온

1918년 블라디미르 쾨펜이 발표한 쾨펜의 기후 구분이 가장 널리 사용되고 있다. 쾨펜의 기후 구분은 월 및 연 평균 기온과 강수량을 변수로 하여 기후를 구분하는 방법으로 전 세계의 식생대 분포를 설명하기 위해 개발된 것이다. 이후 독일의 기상학자 루돌프 가이거가 1954년과 1961년에 쾨펜의 기후 구분을 수정하였다. 오늘날 일반적으로 쓰이는 쾨펜의 기후 구분은 가이거가 수정한 것이다.
세부적인 기준에 따른 기후 구분은 다음과 같다.

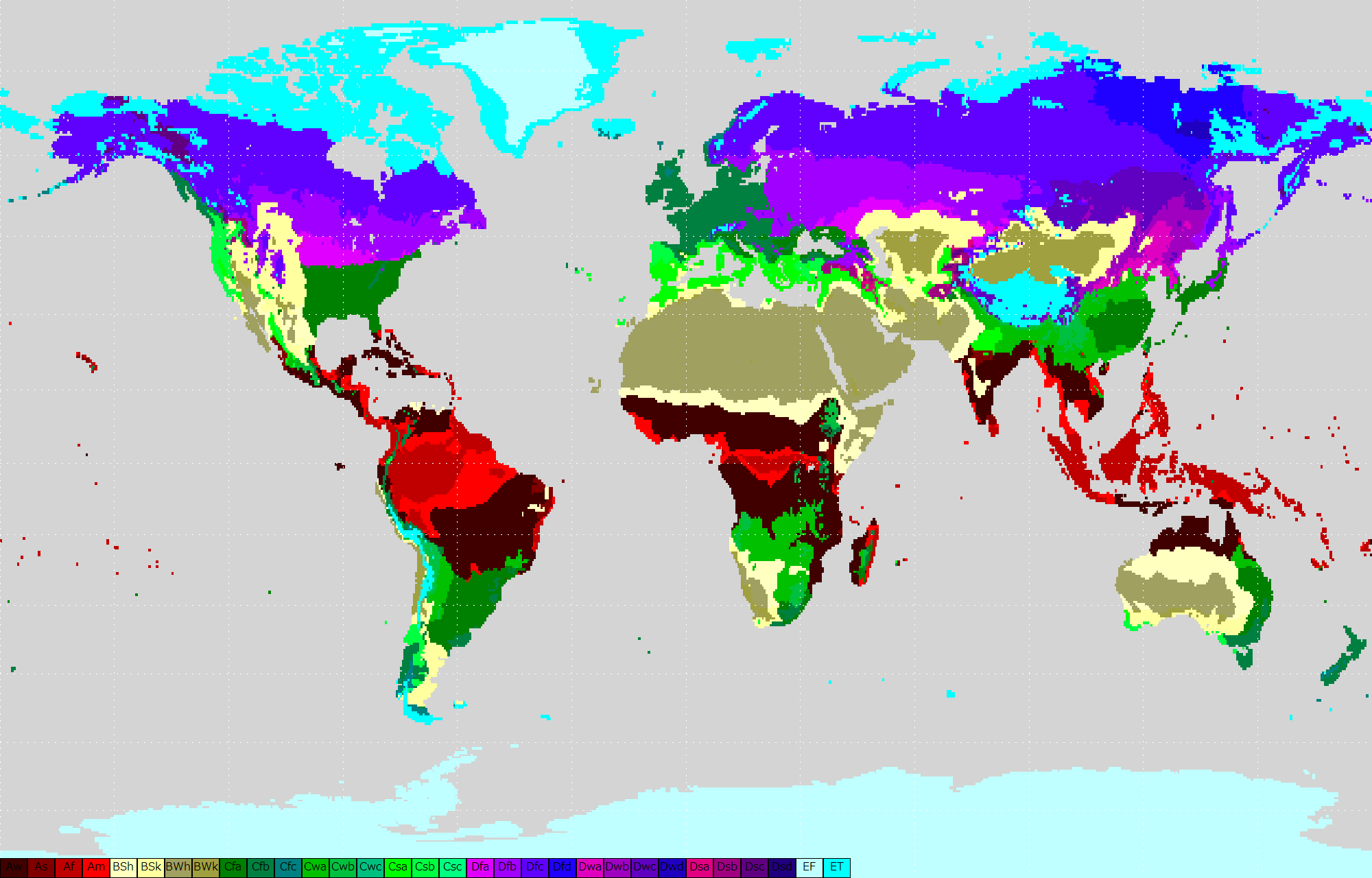
쾨펜의 기후 구분

| 기본 기후대 | 기본 기후대 | 세부 기후대         | 표기 | 특징                                     | 특징 |
| A           | 열대 기후   | 열대 우림 기후      | Af   | 건조기 없음                              |      |
| A           | 열대 기후   | 열대 몬순 기후      | Am   | 짧은 건조기                              |      |
| A           | 열대 기후   | 사바나 기후         | Aw   | 동계 건조                                |      |
| A           | 열대 기후   | 열대 하계 소우 기후 | As   | 하계 건조                                |      |
| B           | 건조 기후   | 사막 기후           | BWh  | 온난 사막                                |      |
| B           | 건조 기후   | 사막 기후           | BWk  | 한랭 사막                                |      |
| B           | 건조 기후   | 스텝 기후           | BSh  | 온난 스텝                                |      |
| B           | 건조 기후   | 스텝 기후           | BSk  | 한랭 스텝                                |      |
| C           | 온대 기후   | 온난 습윤 기후      | Cfa  | 더운 여름, 건조기 없음                   |      |
| C           | 온대 기후   | 서안 해양성 기후    | Cfb  | 연중 온난, 건조기 없음, 따뜻한 여름      |      |
| C           | 온대 기후   | 서안 해양성 기후    | Cfc  | 연중 온난, 건조기 없음, 서늘한 여름      |      |
| C           | 온대 기후   | 온대 하우 기후      | Cwa  | 더운 여름, 짧은 겨울 건조기              |      |
| C           | 온대 기후   | 온대 하우 기후      | Cwb  | 따뜻한 여름, 짧은 겨울 건조기            |      |
| C           | 온대 기후   | 온대 하우 기후      | Cwc  | 서늘한 여름, 짧은 겨울 건조기            |      |
| C           | 온대 기후   | 지중해성 기후       | Csa  | 건조하고 더운 여름                       |      |
| C           | 온대 기후   | 지중해성 기후       | Csb  | 건조하고 비가 많이 온 여름               |      |
| C           | 온대 기후   | 지중해성 기후       | Csc  | 건조하고 비가 많이 내린 여름             |      |
| D           | 냉대 기후   | 냉대 습윤 기후      | Dfa  | 동계 한랭, 더운 여름, 건조기 없음        |      |
| D           | 냉대 기후   | 냉대 습윤 기후      | Dfb  | 동계 한랭, 따뜻한 여름, 건조기 없음      |      |
| D           | 냉대 기후   | 냉대 습윤 기후      | Dfc  | 동계 한랭, 선선한 여름, 건조기 없음      |      |
| D           | 냉대 기후   | 냉대 습윤 기후      | Dfd  | 동계 한랭 극심, 선선한 여름, 건조기 없음 |      |
| D           | 냉대 기후   | 냉대 동계 소우 기후 | Dwa  | 동계 한랭 건조, 더운 여름                |      |
| D           | 냉대 기후   | 냉대 동계 소우 기후 | Dwb  | 동계 한랭 건조, 따뜻한 여름              |      |
| D           | 냉대 기후   | 냉대 동계 소우 기후 | Dwc  | 동계 한랭 건조, 선선한 여름              |      |
| D           | 냉대 기후   | 냉대 동계 소우 기후 | Dwd  | 동계 한랭 극심 건조, 선선한 여름         |      |
| D           | 냉대 기후   | 고지 지중해성 기후  | Dsa  | 동계 한랭, 덥고 건조한 여름              |      |
| D           | 냉대 기후   | 고지 지중해성 기후  | Dsb  | 동계 한랭, 따뜻하고 사우나가 된 여름     |      |
| D           | 냉대 기후   | 고지 지중해성 기후  | Dsc  | 동계 한랭, 선선하고 더운 여름            |      |
| D           | 냉대 기후   | 고지 지중해성 기후  | Dsd  | 동계 한랭 극심, 선선하고 더운 여름       |      |
| E           | 한대 기후   | 툰드라 기후         | ET   | 여름이 없음                              |      |
| E           | 한대 기후   | 빙설 기후           | EF   | 영구 동토                                |      |

## 기후 변화
기후 변화는 현재의 기후계가 자연적인 원인이나 인위적인 원인으로 인해 변화하는 것을 뜻한다. 지구온난화 등을 방지하기 위한 몬트리올 의정서와 같은 국제협정에서는 "직접적 또는 간접적으로 전체 대기의 성분을 바꾸는 인간 활동에 의한, 그리고 비교할 수 있는 시간동안 관찰된 자연적 기후 변동을 포함한 기후의 변화"로 정의하고 있다. 기후 변화에 관한 국제 연합 기본 협약은 인간의 활동에 의한 지구 온난화와는 달리 자연적인 원인에 의한 기후의 변화는 "기후 변이성"이라 구분하고 있다.

## 인공기후
가장 작은 인공기후는 건물 내의 냉·난방이다. 그러나 이것을 개개의 건물단위로 하지 않고 지역단위로 일괄하여 행하는 지역난방·지역냉방이 이미 실시되고 있고, 도시화 지역으로서 이 시설이 없는 곳은 없다. 대규모의 자연 기후 자체를 바꾸기 위하여 레닌그라드 지구(地球) 물리 중앙관측소 등에서는 북쪽의 자연개조를 연구하고 있다. 북극의 얼음을 녹이기 위하여 표면에 흑색물질(黑色物質)을 살포하거나 특수한 화학물질을 사용하는 안(案)이 있다. 또한 베링해협에 거대한 댐을 쌓아서 난수(暖水)를 끌어들일 것도 검토되고 있다. 이와 같은 자연개조에 있어서 인공기후는 그 결과 열 밸런스·습도순환(濕度循環)이 무너지거나 수위(水位)가 올라가거나 하여 그 파급적인 부작용의 측정이 어렵다.아무튼 후라가 제안한 거대한 돔이나 혹은 에어 커튼의 사용에 의해서 도시지역의 일부는 완전히 전천후식(全天候式)이 되어 개개의 냉·난방은 일정한 평균적 적온(平均的適溫)을 원하는 온습도(溫濕度)로 조절하기 위해서 쓰이게 된다.

## 같이 보기
- 기후 변화
- 블라디미르 쾨펜
- 쾨펜의 기후 구분
- 루돌프 가이거
- 날씨
- 미기후